# Lupin Mine
Lupin Mine (franska: Mine de Lupin) är en gruva i Kanada.   Den ligger i territoriet Nunavut, i den centrala delen av landet, 3 100 km nordväst om huvudstaden Ottawa. Lupin Mine ligger 445 meter över havet. Den ligger vid sjön Contwoyto Lake.
Terrängen runt Lupin Mine är huvudsakligen platt. Lupin Mine ligger nere i en dal. Trakten runt Lupin Mine är nära nog obefolkad, med mindre än två invånare per kvadratkilometer.. Det finns inga samhällen i närheten. 